# Riduzione (assicurazione)
Nei contratti di assicurazione, e in particolare in alcune forme di assicurazione sulla vita, la riduzione è la facoltà dell'assicurato di mantenere attivo il proprio contratto relativamente ad un capitale ridotto anche sospendendo il pagamento dei premi. 
La riduzione avviene sulla base delle condizioni contrattuali e in proporzione al rapporto tra premi versati e premi inizialmente previsti.